# Ama (dykare)

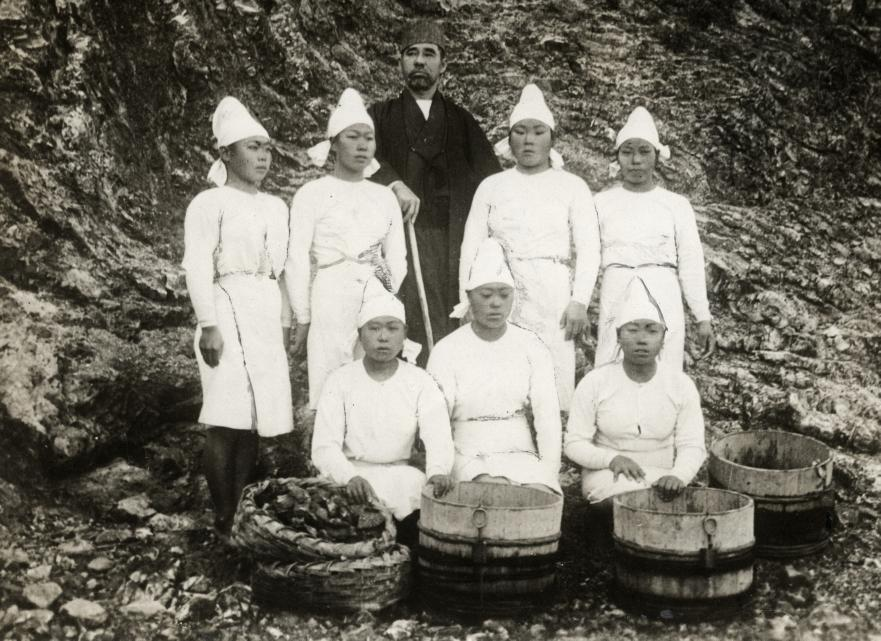
Ama kring Kokichi Mikimoto, uppfinnaren av odlade pärlor, 1921.

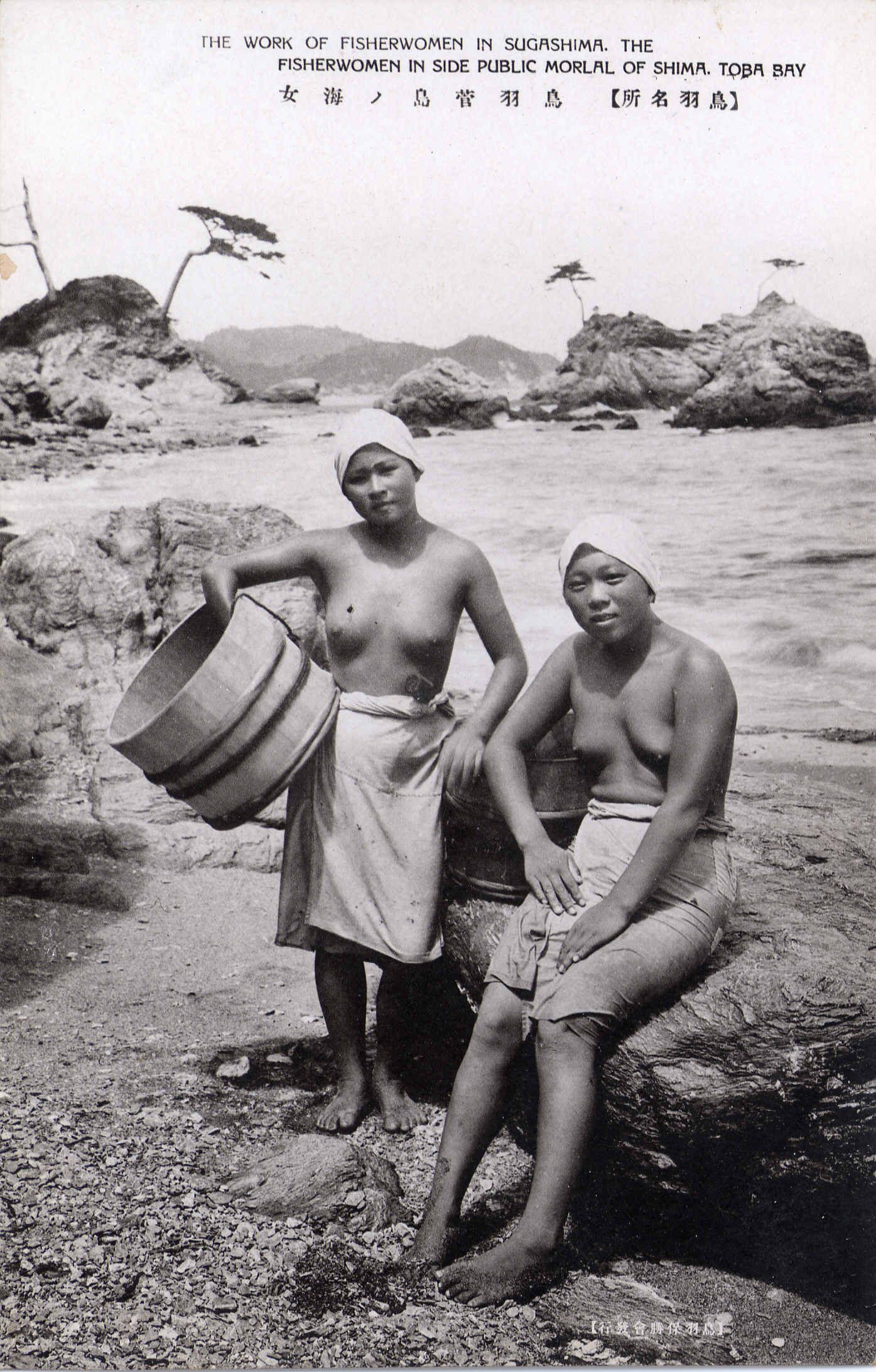
Ama omkring 1950

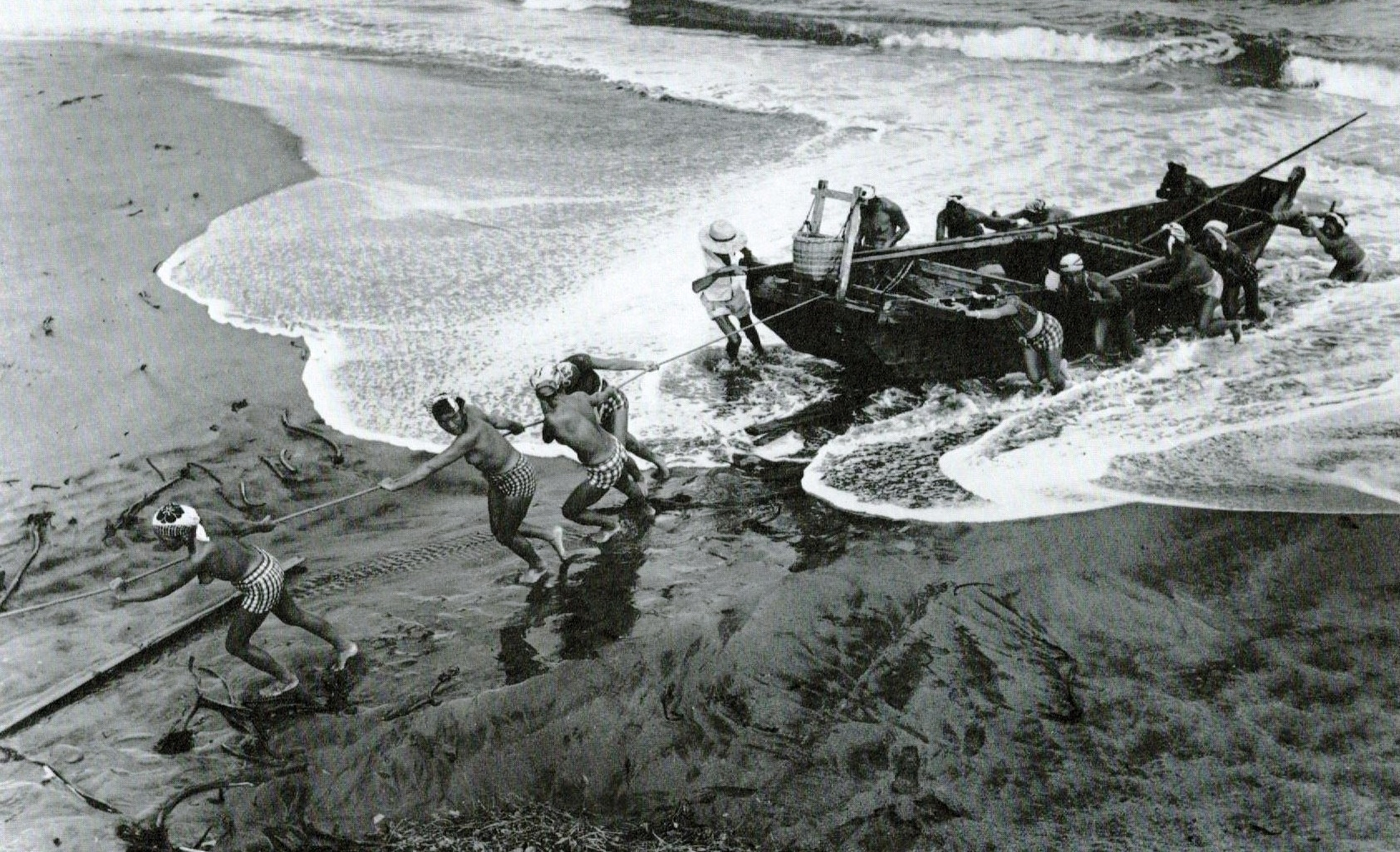
Ama omkring 1950

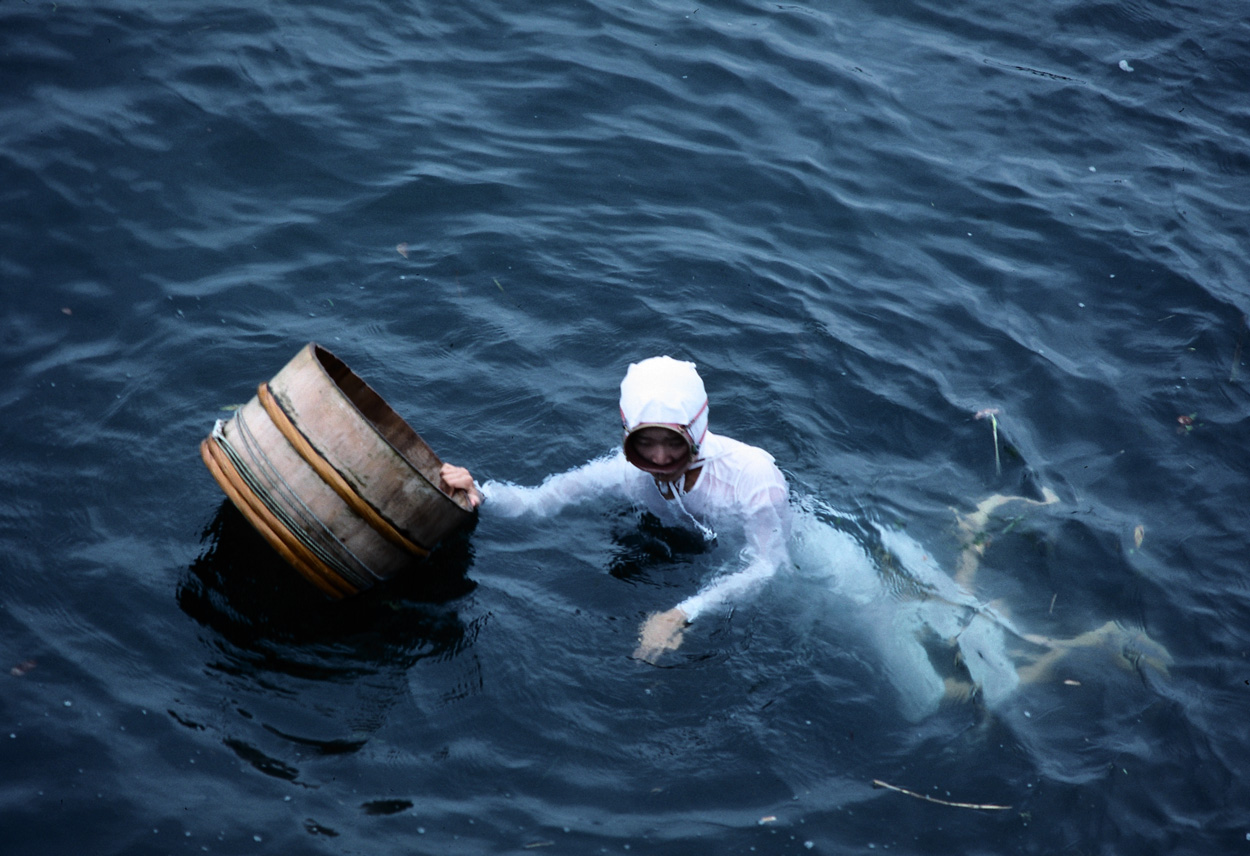
Ama 2005

Ama (med betydelsen ”sjökvinna”) är japanska dykare, kända för pärlfiske. De flesta var kvinnor och en motsvarande tradition, Haenyeo, finns även i Korea.

## Historia
Den japanska traditionen “ama” kan vara 2000 år gammal, (de äldsta säkra dokumenten om ama och pärlfiske finns från år 927). Traditionen fanns nästan oförändrad fram till 1960-talet, då dykningen fortfarande genomfördes utan annan dräkt än ett höftskynke och som fridykning utan både dykutrustning eller tuber.
Dykarna hade hög status som leverantörer till landets makthavare och kejsare. En ama bar traditionellt ett vitt höftskynke eftersom det troddes avskräcka hajar. Efter 1950-talet blev våtdräkter och dykutrustning mer lätt tillgängliga till lägre priser så traditionen förändrades.
Även odlade pärlor kom från år 1893 att bli en konkurrent till ama. Numera är pärldykande ama främst en turistattraktion vid exempelvis Mikimoto Pearl Island. Antalet dykare har länge minskat. På 1940-talet fanns 6000 aktiva ama längs Japans kuster. Idag bedöms antalet vara omkring 50.
Ama och den koreanska traditionen Haenyeo har ibland sammankopplats med berättelser om sjöjungfrur
Kvinnorna hade börjat sin utbildning hos en äldre ama vid 12 eller 13 års ålder. I många fall kunde de vara aktiva upp i 70-årsåldern, och hade rykte om sig att leva länge på grund av sin disciplin och dykträning. Kvinnor ansågs vara överlägsna dykare genom sin fettvävnad och bättre förmåga att hålla andan.
Det traditionella höftskynket kom sent att ändras till en “white sheer garb” och ibland till en modern våtdräkt. Men traditionen var konservativ och styrd av plikt och folkreligion.  En viktig detalj var deras huvudbonad, en scarf som var försedd med symboler som seiman och douman som skulle bringa lycka och skydda mot fara. En ama uppförde också små “altare” intill sina dykplatser som besöktes efter dykningen för att tacka makterna för att de återvänt från havet i säkerhet.

## I kultur
- James Bond reser till Japan i You Only Live Twice, där han träffar en ama Kissy Suzuki.
- The Dream of the Fisherman's Wife, ett träsnitt av Hokusai från 1814 avbildar en ung ama och bläckfiskar.
- Ama Girls, dokumentärfilm från 1958, vann en Academy Award.